# Рудабања
Рудабања (мађ. Rudabánya) је историјски град у северној Мађарској, у жупанији Боршод-Абауј-Земплен (Borsod-Abaúj-Zemplén). Налази се у северозападном делу округа, 15 километара од Казинцбарцике, на јужном, југозападном крају планине Рудабања. Редовна аутобуска линија повезује га са Казинцбарциком и Сендром, као и са околним мањим насељима.
Реч је о међународно познатом палеонтолошком локалитету, а овде се налази и Историјски музеј рударства и седиште Струковног удружења боршодских нотара.

## Историја
Келти, које су у раном средњем веку пратили Словени, у близини насеља, насељеног хиљадама година, још од давнина су копали руду гвожђа и обојене метале. Име Рудабања је такође словенског порекла: реч руда значи руда, гвоздена руда, црвена гвоздена земља. Село се такође први пут помиње као „Руда“ у документу из 1299. године.
Место се значајно развило у 14. веку, а до краја века постао је један од седам рударских градова у Горњој Угарској (у то време су се копали бакар и сребро). Овај период је био период процвата насеља, услед чега су његови грађани средином века подигли огромну цркву величине катедрале (дужине 33 метра) у раноготичком стилу. 1500-их година место је било у стагнацији, а 1550-их било је само кметско село.
Од 1564. Турци су га све чешће харали, а 1555. и 1576. године пљачкали и палили град. Већина становништва је побегла, они који су остали прешли су у реформаторску веру. Средином 1660-их имао је само 92 становника, а до 1699. године то је наставило да се смањује: тада је ту живео само један кмет са плугом и десет штитоноша.
Током Ракоцијевог рата за независност, у насељу се кратко време поново одвијала рударска активност (вађен је бакар), али је то поново престало након завршетка борби.
Рударство, а тиме и Рудабања, поново се развија крајем 19. века, увођењем метода великих размера. За то су, будући да је главни живот становника била пољопривреда, довођени искусни рудари са висоравни, пре свега из Шепесега и Добсине. На прелазу векова овде је радило једно од најмодернијих рударских постројења у Европи.
У Првом светском рату многи Рудабањи су позвани у војску, од којих је 107 погинуло на ратиштима. Током Другог светског рата, од 25. марта до 14. децембра 1944. године, насеље су окупирале немачке трупе. Пошто није било већих битака на том подручју, подручје је избегало рат без озбиљнијих оштећења (Немци су дигли у ваздух само неколико железничких мостова).
После рата, у комунистичком периоду, рударство је почело да се развија великим корацима (изграђена је фабрика за обогаћивање гвоздене руде и инфраструктура), а село је расло са њим. Године 1965. у руднику се догодила несрећа када је погинуло пет рудара. Ископавање и обогаћивање руде гвожђа коначно је престало 31. децембра 1985. године, јер је постала неекономична, а многи људи су након тога напустили насеље.
Проглашен је за град 1. јула 2008. године, а затим је 6. септембра Иштван Ђенезеј, тадашњи министар самоуправе, предао кључ града градоначелнику Лајошу Шоботи.